# Nilda de Fátima Ferreira Soares
Nilda de Fátima Ferreira Soares é uma engenheira de alimentos e cientista brasileira. Foi reitora da Universidade Federal de Viçosa entre 2011 e 2019, sendo a primeira mulher a ocupar este cargo. É presidente da EPAMIG desde 2019.

## Carreira acadêmica
Nilda se formou como engenheira de alimentos em 1984 pela Universidade Federal de Viçosa, e concluiu seu mestrado em Ciência e Tecnologia de Alimentos em 1988 pela mesma universidade. Fez seu PhD em Ciência de Alimentos pela Cornell University, nos EUA, concluído em 1997.
Se tornou docente da UFV em 1987, pertencendo ao Departamento de Engenharia de Alimentos.
Em 2008, Nilda foi eleita vice-reitora da UFV, sendo companheira de chapa do prof. Luiz Cláudio Costa. Luiz Cláudio ocupou o cargo até janeiro de 2011, quando assumiu um cargo no Ministério da Educação, assumindo Nilda o cargo de reitora.
Nilda foi eleita como reitora da UFV em maio de 2011, tendo como como vice-reitor o prof. Demetrius David da Silva. Em seu discurso de posse, falou sobre a expansão da universidade, aumento dos quadros docente e técnico-administrativo, desenvolvimento dos três campus da universidade e a consolidação do Reuni.
Em 2015, Nilda concorreu a reeleição contra o prof. Demetrius, que lançou uma chapa independente. Dentre as quatro chapas inscritas, Nilda e Demetrius disputaram a vaga no segundo turno, e Nilda ganhou com 52% dos votos. Tomou posse para seu segundo mandato em 26 de maio de 2015, tendo como vice-reitor o prof. João Carlos Cardoso Galvão.
No final de seu último mandato, foi paraninfa da turma de formandos de janeiro de 2019. Poucos meses depois, em 26 de maio de 2019, encerrou seu segundo mandato como reitora da UFV, sendo sucedida pelo prof. Demetrius.
Durante sua carreira, realizou pesquisa científica, atuando nas áreas de Embalagem Ativas para Alimentos, investigando embalagens que podem ser utilizadas para inibir o crescimento de micro-organismos em alimentos, ou retardar o amadurecimento de vegetais. Também estudou Polímeros, e Toxicologia de Alimentos. Atuou como membro do corpo editorial da Revista Ceres, da UFV, e revisora de artigos científicos de diversos periódicos.
Sua atuação não se restringiu à universidade. Em 2017, tomou posse como membro efetivo do Conselho Curador da Fundação de Amparo à Pesquisa do Estado de Minas Gerais (Fapemig), com mandato de quatro anos. E logo depois deixar o cargo de reitora, em julho de 2019, se tornou presidente da Empresa de Pesquisa Agropecuária de Minas Gerais (Epamig).